# کالابیانا
کالابیانا (به ایتالیایی: Callabiana) یک کومونه در ایتالیا است که در استان بیه‌لا واقع شده‌است.

## خصوصیات
کالابیانا ۷٫۳۲ کیلومترمربع مساحت و ۱۳۹ نفر جمعیت دارد و ۷۴۳ متر بالاتر از سطح دریا واقع شده‌است.